# Samson Chanba

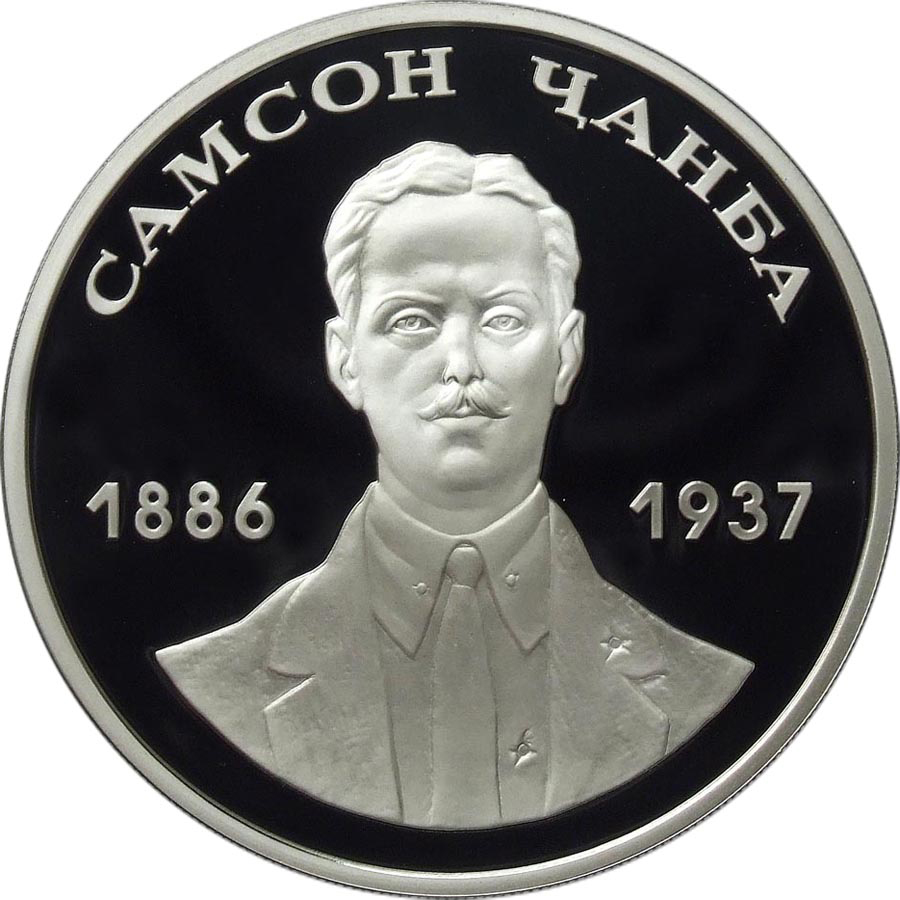
Samson Chanba ilustrado en una moneda de 10 apsar de Abjasia.

Sansón Kuagu-ipa Chanba fue un escritor y estadista de Abjasia, murió asesinado en la Gran Purga de Stalin.

## Juventud y Obra
Chanba nació el 18 de junio de 1886 en la aldea de Atara. En sus primeros años de adulto se convirtió en un maestro. En 1919 publicó el poema "La hija de las montañas", y en 1920 la obra "Amkhadzyr", la primera obra escrita en idioma abjasio.

## En la política
Después de la Revolución de Octubre, Chanba se unió a la política. En 1921 Chanba ingresó al Partido Comunista y se convirtió en coeditor (con M. Khashba) del periódico "Abjasia Roja" y Comisario del Pueblo para la Educación de la República Socialista Soviética de Abjasia. En 1925, Chanba se convirtió en el presidente del Comité Ejecutivo Central de la República Socialista Soviética de Abjasia, y desde 1930 hasta 1932, regresó a su puesto de Comisario del Pueblo para la Educación. Desde 1932 hasta 1937 Chanba fue un miembro del Instituto de la Lengua, Literatura e Historia Abjasas y desde 1935 hasta 1937 presidente de la Unión de Escritores de Abjasia.
En 1937 Chanba fue arrestado y posteriormente ejecutado en la Gran Purga de Stalin.